# Torrecilla de la Jara (ort)
Torrecilla de la Jara är en kommunhuvudort i Spanien.   Den ligger i provinsen Toledo och regionen Kastilien-La Mancha, i den centrala delen av landet, 120 km sydväst om huvudstaden Madrid. Torrecilla de la Jara ligger 642 meter över havet och antalet invånare är 317.
Terrängen runt Torrecilla de la Jara är kuperad åt sydväst, men åt nordost är den platt. Terrängen runt Torrecilla de la Jara sluttar norrut.Runt Torrecilla de la Jara är det mycket glesbefolkat, med 7 invånare per kvadratkilometer. Närmaste större samhälle är Los Navalmorales, 11,3 km öster om Torrecilla de la Jara. Omgivningarna runt Torrecilla de la Jara är i huvudsak ett öppet busklandskap.